# Hyberis similis
Hyberis similis is een keversoort uit de familie somberkevers (Zopheridae). De wetenschappelijke naam van de soort werd in 1913 gepubliceerd door Antoine Henri Grouvelle.